# U-Bahnhof Elsterwerdaer Platz

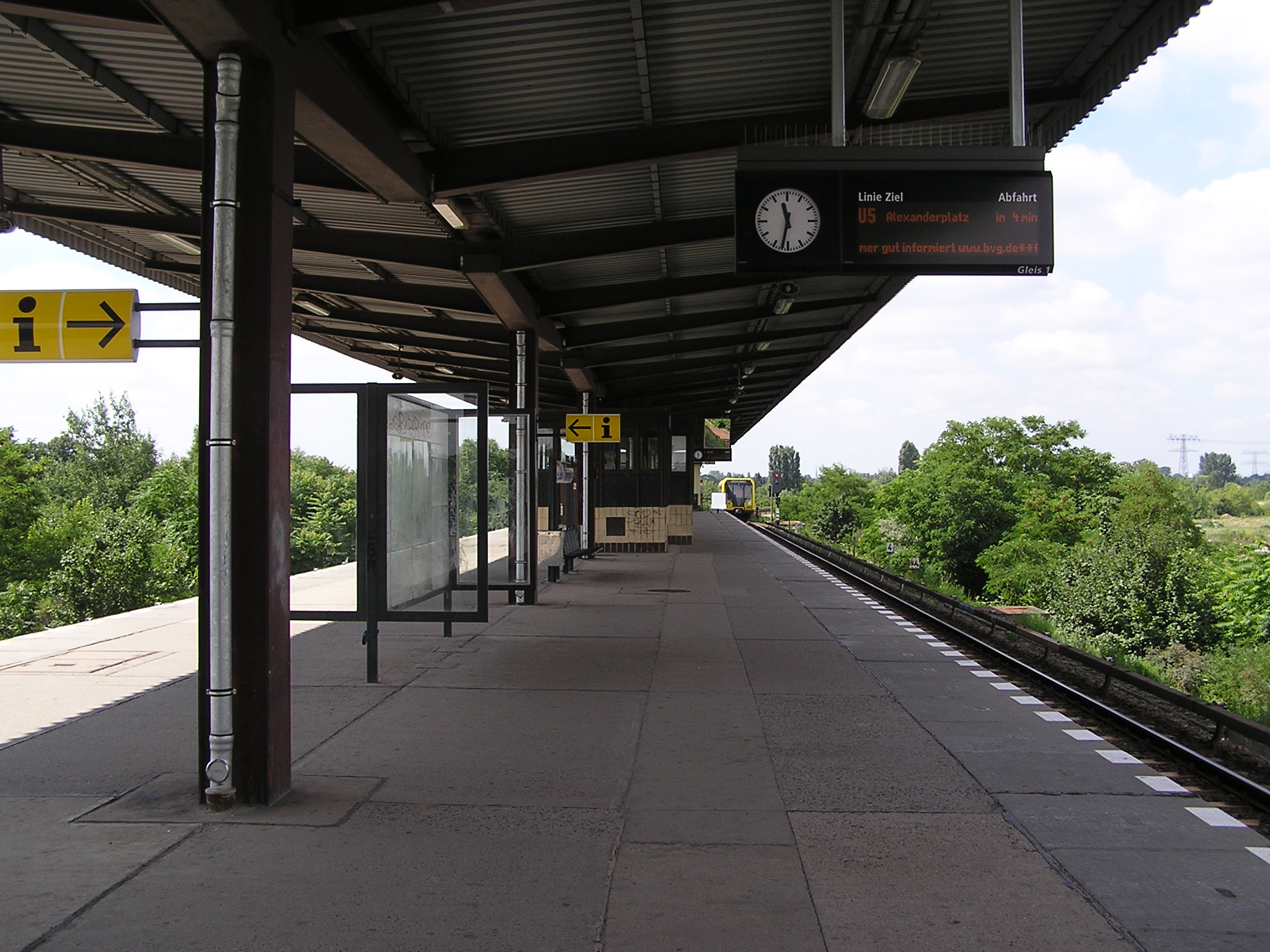
Bahnsteig (Blick in Richtung Südwesten)

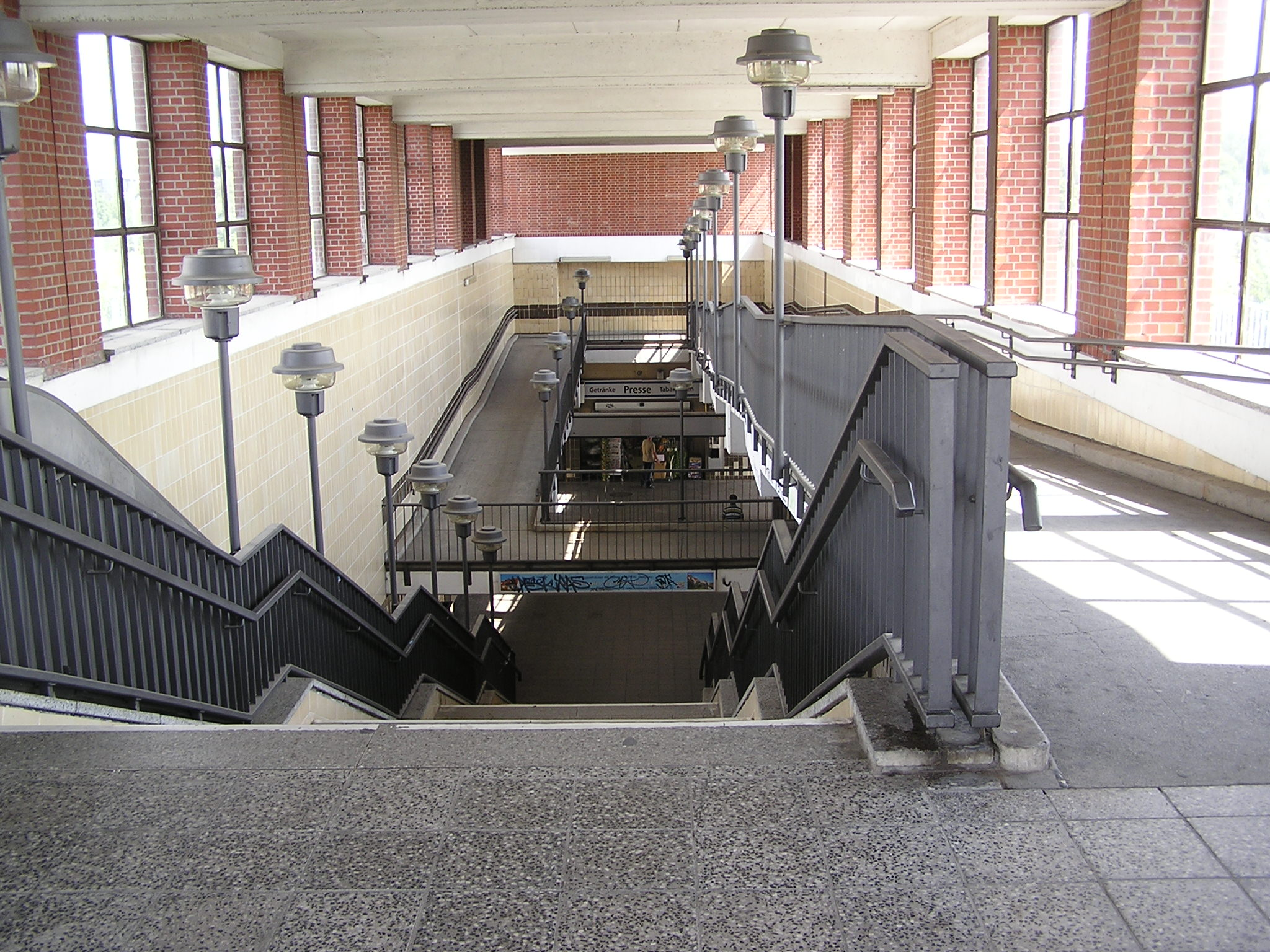
Treppenhaus des U-Bahnhofs mit verwinkelter Rampe

Der U-Bahnhof Elsterwerdaer Platz ist eine oberirdisch gelegene U-Bahn-Station der Berliner U-Bahn-Linie U5. Er liegt südlich des namensgebenden Platzes im Ortsteil Biesdorf des Bezirks Marzahn-Hellersdorf, rund 1120 Meter nordöstlich des U-Bahnhofs Biesdorf-Süd und 1350 Meter südwestlich des Bahnhofs Wuhletal. Zusammen mit acht weiteren Bahnhöfen auf der Linie U5 wurde der Bahnhof Elsterwerdaer Platz im November 2023 unter Denkmalschutz gestellt.
Der Bahnhof ist benannt nach der im brandenburgischen Landkreis Elbe-Elster gelegenen Stadt Elsterwerda.

## Historie und Bauwerk
Der U-Bahnhof wurde im Zuge der 1985 gestarteten Verlängerung der damaligen Linie E erbaut, die zuvor am U-Bahnhof Tierpark endete, und gemeinsam mit der Station Biesdorf-Süd am 1. Juli 1988 eröffnet. Zum Bau der U-Bahn nutzte man in diesem Streckenabschnitt die ehemalige Bahntrasse der VnK-Strecke nach Kaulsdorf. Für ein Jahr bildete der Bahnhof den vorläufigen Endhalt der heutigen U-Bahn-Linie U5. Ein Jahr später, zum 1. Juli 1989, wurde die Verlängerung bis Hönow fertiggestellt.
Der Bahnhof ist einer der wenigen Berliner U-Bahnhöfe in Dammlage. Er hat einen 120 Meter langen und 12 Meter breiten Mittelbahnsteig, der über eine besonders lange und verwinkelte Rampe zu erreichen und damit zurzeit nicht barrierefrei ist. Laut Angaben der Senatsverwaltung für Verkehr ist der Einbau eines Aufzuges erst nach 2030 geplant, im August 2024 befand sich die Planung im Status der Standortprüfung des geplanten Aufzuges.
Im Bahnhofsgebäude befinden sich Informationstafeln über den namensgebenden Ort Elsterwerda.

## Anbindung
Am U-Bahnhof Elsterwerdaer Platz bestehen Umsteigemöglichkeiten zu den Buslinien X69, 108, 154, 169, 190, 398 und N69 (Nachtlinie) der BVG.
| Linie | Verlauf |
| ----- | --- |
|       | Hauptbahnhof – Bundestag – Brandenburger Tor – Unter den Linden – Museumsinsel – Rotes Rathaus – Alexanderplatz – Schillingstraße – Strausberger Platz – Weberwiese – Frankfurter Tor – Samariterstraße – Frankfurter Allee – Magdalenenstraße – Lichtenberg – Friedrichsfelde – Tierpark – Biesdorf-Süd – Elsterwerdaer Platz – Wuhletal – Kaulsdorf-Nord – Kienberg (Gärten der Welt) – Cottbusser Platz – Hellersdorf – Louis-Lewin-Straße – Hönow |